# Kåre Hovda
Kåre Hovda, né le 24 janvier 1944 à Veggli et mort le 13 février 1999 à Rødberg, est un biathlète norvégien.

## Biographie
Il remporte notamment la médaille de bronze aux Championnats du monde 1974 sur le relais avec son frère Kjell. Aux Jeux olympiques d'hiver de 1972, il est quatrième du relais et dix-huitième de l'individuel.

## Palmarès

### Championnats du monde
- Championnats du monde 1974 à Minsk (Union soviétique) :
  -  Médaille de bronze au relais 4 × 7,5 km.